# Michael Vanthourenhout
Michael Vanthourenhout (Bruges, 10 de desembre de 1993) és un ciclista belga, professional des del 2012. Actualment corre a l'equip Marlux-Napoleon Games. S'ha especialitzat en el ciclocròs on ha guanyat el Campionat del món sub-23.
El seu oncle Sven i el seu germà Dieter també s'han dedicat al ciclisme.

## Palmarès en ciclocròs
- 2013-2014
  -  Campió d'Europa sub-23 en ciclocròs
- 2014-2015
  -  Campió del món en ciclocròs sub-23
  - 1r a la Copa del món de ciclocròs sub-23
  - 1r al Superprestige sub-23
- 2022-2023
  -  Campió d'Europa de ciclocròs
  -  Campió de Bèlgica de ciclocròs
- 2023-2024
  -  Campió d'Europa de ciclocròs
- 2024-2025
  - 1r a la Copa del món de ciclocròs